# Karol Erdmann Henckel von Donnersmarck
Karol Erdmann Henckel von Donnersmarck (ur. 8 grudnia 1695, zm. 7 kwietnia 1760) – pan Tarnowskich Gór, baron i hrabia cesarstwa.

## Życiorys
Był drugim i najmłodszym synem hrabiego Karola Maksymiliana oraz jego drugiej żony Heleny Jadwigi hrabianki von Roedern. Początkowo żył w cieniu brata Leona Maksymiliana, który jako starszy przejął w 1716 rodzinne dobra.
Jedenaście lat później – 5 sierpnia 1727 – bracia zawarli umowę. Leon Maksymilian za sumę 20 tys. guldenów zrzekał się na rzecz Karola Erdmanna całego odziedziczonego majątku – tj. fideikomisu tarnogórsko-świerklanieckiego – wraz z władzą nad Tarnowskimi Górami i okolicznymi ziemiami. Nie była to mała kwota jeśli weźmie się pod uwagę, że całoroczne wpływy do kasy miejskiej Tarnowskich Gór to było zaledwie 4–6 tys. guldenów.
Karol Erdmann był człowiekiem tolerancyjnym. Do takiej postawy zmuszała go po trochu sytuacja. Sam protestant był poddanym katolickiego władcy – Habsburga – cesarza i króla Czech. W 1732 zgodził się na osiedlenie w Tarnowskich Górach rodziny żydowskiej. Musiała ona zapłacić jednak za to 1000 guldenów. Sam hrabia zgłosił ten fakt do Urzędu Zwierzchniego we Wrocławiu.
Wydarzeniem w życiu hrabiego i miasta była wizyta w 1734 elektora Saksonii Fryderyka Augusta II Wettyna, który zdążał do Krakowa na swą królewską koronację. Panował później w Rzeczypospolitej pod imieniem Augusta III Sasa.
Wielką zmianą był fakt przejścia Śląska oraz Tarnowskich Gór pod władzę króla Prus Fryderyka II Wielkiego. 20 listopada 1742 wystosował hrabia Karol Erdmann pismo do Hohenzollerna z prośbą o zgodę na odprawianie nabożeństw ewangelickich, budowę domu modlitwy oraz utrzymanie duchownego (z dochodem 200 florenów). Szybka odpowiedź Fryderyka nosiła datę 8 grudnia – król zgodził się prośby Henckla. Znając realia ówczesnych podróży można przyjąć, że osobą hrabiego była mile widziana na dworze królewskim.
Z inicjatywy Henckla do Tarnowskich Gór został sprowadzony kaznodzieja Samuel Ludwik Sasadius. On to dokonał poświęcenia 25 grudnia 1742 domu zbornego na tarnogórskim rynku.
W czasach rządów Karola Erdmanna spotykały tarnogórzan i tragedie. W 1732 i 1737 podczas epidemii zarazy i tyfusu zmarło ponad 600 mieszkańców miasta. Tarnowskie Góry trapiły także pożary w 1734, 1742 i 1746. Miasto gwarków miało także powody do dumy. To tutaj znalazły siedzibę władze utworzonego w 1742 powiatu bytomskiego. W 1754 w budynku przy ul. Gliwickiej nr 4 otwarto szkołę protestancką, która stała się jedną z bardziej znaczących w tamtych czasach.
Karol Erdmann sprawował władzę nad miastem i okolicami ponad trzydzieści lat.

## Rodzina
Był żonaty z Anną Zuzanną von Larisch. Miał z nią kilkanaścioro dzieci. Wieku dojrzałego dożyło dziesięcioro. Dziedzicem Świerklańca i Tarnowskich Gór został najstarszy syn, Erdmann Gustaw.